# The Jacksons Live!
Live! – album koncertowy The Jacksons wydany w 1981 roku przez Epic Records.

## Lista utworów
1. „Opening/Can You Feel It” (Jackson/Jackson) – 6:04
2. „Things I Do For You” (Jackson/Jackson/Jackson/Jackson/Jackson) – 3:38
3. „Off the Wall” (Temperton) – 4:00
4. „Ben” (Scharf/Black) – 3:52
5. „This Place Hotel” (Jackson) – 4:40
6. „She's Out of My Life” (Bahler) – 4:48
7. „Movie and Rap, Including Excerpts of: I Want You Back/Never Can Say Goodbye/Got to Be There” (The Corporation/Davis/Willensky) – 3:04
8. „Medley: I Want You Back/ABC/The Love You Save” (The Corporation) – 2:55
9. „I'll Be There” (Hutch/West) – 3:12
10. „Rock with You” (Temperton) – 3:59
11. „Lovely One” (Jackson/Jackson) – 6:28
12. „Working Day and Night” (Jackson) – 6:53
13. „Don’t Stop ’Til You Get Enough” (Jackson) – 4:22
14. „Shake Your Body (Down to the Ground)” (Jackson/Jackson) – 8:34